# Adelövs församling
Adelövs församling är en församling i Tranås pastorat i Smålandsbygdens kontrakt i Linköpings stift i Svenska kyrkan. Församlingen ligger i Tranås kommun i Jönköpings län.

## Administrativ historik
Församlingen har medeltida ursprung. Församlingen utgjorde till 1962 ett eget pastorat. Från 1962 var den en annexförsamling i pastoratet Linderås och Adelöv. Från 2002 är församlingen annexförsamling i Tranås pastorat.

## Kyrkoherdar
Lista över kyrkoherdar i Adelövs församling.
| Verksam   | Namn                            | Levnadstid           | Övrigt                                |
| --------- | ------------------------------- | -------------------- | ------------------------------------- |
| 1448      | Haquinus Laurentii              |                      | Curatus.                              |
| 1524      | Petrus                          |                      |                                       |
| 1569–1591 | Sveno Matthiæ Kåre              | –1591                |                                       |
| 1592–1600 | Magnus Jacobi                   | Död under 1600-talet |                                       |
| 1624      | Andreas Theodoris               |                      |                                       |
| 1628–     | Mauritius Canuti                | 1593–                |                                       |
| 1640      | Andreas                         |                      |                                       |
| 1644–1655 | Haqvinus Podolinus (Podotinus)  | –1655                |                                       |
| 1656-1672 | Nicolaus Svenonis Medelius      | –1672                |                                       |
| 1672-1688 | Sveno Svenonis Höök (Liljehöök) | –1688                |                                       |
| 1689-1710 | Daniel Drydenius                | –1710                |                                       |
| 1712-1719 | Elias Adelgren                  | –1719                |                                       |
| 1720–1723 | Joannes Talsenius               | –1723                |                                       |
| 1724-1755 | Daniel Gruf                     | 1682–1755            | Prost.                                |
| 1757-1781 | Samuel Samuelsson               | 1689-1781            |                                       |
| 1781–1804 | Salomon Laurentii Lindgren      | 1728–1804            |                                       |
| 1805–1819 | Samuel Wickell                  | 1762–1819            | Vice kontraktsprost.                  |
| 1820–1823 | Sveno Magnus Liedzén            | 1783–                | Senare kyrkoherde i Larvs församling. |
| 1833–1845 | Petrus Kernell                  | 1786–1845            |                                       |
| 1846–     | Olof Thalin                     | 1800–                |                                       |
| 1876–1880 | Walfrid Sandberg                | 1836–1906            | Senare kyrkoherde i Norrköping        |
| 1919–1934 | Gustaf Wittencrona              | 1862–1938            |                                       |

## Klockare och organister
| Verksam   | Namn                    | Levnadstid | Övrigt                |
| --------- | ----------------------- | ---------- | --------------------- |
| 1709-1731 | Nils Adelius            | 1683-1731  | Organist och klockare |
| 1732-1734 | Jonas                   |            | Organist och klockare |
| 1764-1767 | Sjölin                  |            | Organist och klockare |
| 1768-1797 | Jonas Lindahl           | 1746-1797  | Organist och klockare |
| 1797-1802 | Paul Brandt             | 1776-      | Organist och klockare |
| 1824-1851 | Johan Adler             | 1800-1851  | Organist och klockare |
| 1851-1865 | Frans Johan Ekström     | 1823-      | Organist och klockare |
| 1865-1894 | Göran Peter Samuelsson  | 1836-1894  | Organist och klockare |
| 1895      | Alfred Emanuel Eriksson | 1867-      | Organist och klockare |

## Kyrkor
- Adelövs kyrka